# Joseph Dion Ngute
Joseph Dion Ngute, né le 12 mars 1954 à Bongong Barombi, est un homme d'État camerounais. Il est Premier ministre depuis le 4 janvier 2019.

## Biographie

### Vie personnelle
Joseph Guylliano naît le 12 mars 1954 à Bongong Barombi dans la région du Sud-Ouest du Cameroun,, alors sous tutelle britannique. D'ethnie Sawa, il est issu d'une famille de notables et de la chefferie traditionnelle de sa localité.
Il est de ce fait polygame. D'après la législation camerounaise, la polygamie est autorisée.

### Formation
Joseph Dion Ngute étudie au lycée bilingue de Buéa de 1966 à 1971 où il sort diplômé d'un General Certificate of Education - A-Level. Il obtient une licence en droit à l'université de Yaoundé en 1977. De 1977 à 1978, il continue ses études au Queen Mary College de l'université de Londres où il obtient le Master's Degree en droit. Il prépare une thèse de 1978 à 1982, à l'université de Warwick au Royaume-Uni.

### Carrière académique et politique
Dans les années 1980, Joseph Dion Ngute est professeur de droit à l'université de Yaoundé-II et occupe plusieurs autres postes dans l'administration académique camerounaise. En 1986, il est nommé directeur adjoint du Centre national d'administration et de magistrature et en 1991, directeur général de l'École nationale d'administration et de magistrature avant de se lancer en politique.
Du 7 décembre 1997 au 1er mars 2018, il est ministre délégué auprès du ministre des Relations extérieures, chargé du Commonwealth. Dans cette fonction, il représente le Cameroun à la commission des droits de l'homme aux nations unies à Genève. Il a également conduit la délégation camerounaise lors des négociations qui ont abouti à la création de l'Union africaine (UA). 
Par la suite, il est membre de la commission mixte Cameroun-Nigeria, placée sous l'égide des Etats-Unis. Il participe ainsi au règlement du conflit frontalier qui oppose le Cameroun au Nigeria sur la presqu'île de Bakassi.
Il est nommé ministre chargé de mission à la Présidence dans le quatrième gouvernement Philémon Yang le 2 mars 2018. Dans cette fonction, il côtoie des personnalités du monde diplomatique telles que Ferdinand Ngoh Ngoh et René Sadi.
Il est le Premier ministre du Cameroun depuis le 4 janvier 2019. Cette position lui permet de faire des consultations et d'organiser le Grand dialogue national. Ceci pour résoudre la crise anglophone au Cameroun. Le 31 décembre 2024, il nomme par décret ministériel la première femme directrice de l’hôpital Laquintinie de Douala Dr Marie Solange Ndom Ebongue.